# Solar Orbiter
Solar Orbiter (abreviat SolO) este un satelit de observare a Soarelui, dezvoltat de Agenția Spațială Europeană (ESA) cu participarea NASA. Obiectivul principal al acestei misiuni științifice este studierea proceselor care se află la originea vântului solar, a câmpului magnetic heliosferic, a particulelor solare energetice, a perturbațiilor interplanetare tranzitorii precum și a câmpului magnetic al Soarelui.
Pentru realizarea obiectivelor sale, satelitul, având ceva mai mult de 1,6 tone, va circula pe o orbită heliocentrică, trecând la periheliu la o distanță de 45 de raze solare (0,22 u.a.). Satelitul duce cu el 10 instrumente care combină măsurarea mediului in situ și observații ale Soarelui de la distanță. Aceste echipamente vor fi plasate în spatele unui scut termic destinat să protejeze obiectul spațial de temperaturile foarte înalte. Solar Orbiter trebuie să realizeze observații la înaltă rezoluție ale regiunilor polare ale Soarelui, dificil de observat de pe planul eclipticii (și, prin urmare, de pe Pământ). Misiunea care își va începe activitatea în 2023, va dura cu totul între 7,5 și 9 ani.
SolO a fost lansat la 10 februarie 2020, la 5h03 (CET) și trebuie să-și înceapă observațiile prin 2023. Misiunea este planificată să dureze 7 ani.

## Context

### Primele studii
Originea misiunii Solar Orbiter este un proiect botezat Messenger supus în 1982 de o grupă de oameni de știință sub conducerea lui Richter ca răspuns la o cerere de idei din partea Agenției Spațiale Europene (ESA). Dezvoltarea unei misiuni de studiere a Soarelui de către ESA face parte din subiectele abordate în timpul conferinței „Crossroads for European Solar and Heliospheric Physics” din martie 1998. În cursul acesteia, comunitatea științifică europeană recomandă lansarea de către agenție a unei misiuni de studiere a Soarelui spre 2007. O reuniune destinată inițierii redactării unui caiet de sarcini se ține la ESTEC (instituție a ESA) la 25 martie 1999. Misiunea Solar Orbiter este propusă în 2000 de E. Masch și este preselecționată în octombrie din acel an de Comitetul științific al ESA cu o lansare poziționată spre 2008-2013 după aceea a misiunii BepiColombo cu destinația planeta Mercur. Studii industriale și interne au fost duse în 2004. În iunie 2004, comitetul științific al agenției confirmă locul misiunii în programul științific Horizon 2000+ cu o dată de lansare situată, de acum, între octombrie 2013 și mai 2015. Studiile s-au continuat în 2005 și 2006 și în februarie 2007 comitetul științific a cerut executivului agenției spațialele o anvelopă financiară de 300.000.000 € pentru realizarea misiunii. Un studiu, la care au participat ingineri de la ESA și de la NASA, a fost lansat atunci pentru a se determina avatajele obținute combinând Solar Orbiter și programul Solar Sentinels al agenției spațiale americane.

### Concepere
În urma acestui studiu, ESA a lansat în septembrie 2007 o ofertă de participare (Announcement of Opportunity sau AO) pentru sarcina utilă științifică, în timp ce NASA a lansat o cerere  de ofertă pentru o misiune SMEX, în cadrul programului său Explorer. Agenția Spațială Europeană a primit 14 propuneri de instrumente: Payload Review Committee (PRC) le-a studiat și a stabilit selecția în mai 2008. Între timp, o fază de studiu industrial a fost lansat la Astrium UK. În acea epocă, programarea științifică a ESA a fost revăzută în profunzime cu crearea Cosmic Vision care permite o planificare pe lung termen a misiunilor. Misiunea Solar Orbiter a fost inclusă în primul ciclu (2015-2025) de selecție a misiunilor de mărime medie (mission M) cu o lansare programată în 2017. NASA și-a selecționat, între timp, propria misiune de studiere a Soarelui, Solar Probe Plus (SPP). ESA, după studiul sinergiilor posibile între cele două misiuni, a confirmat pertinența sarcinii utile recomandate  precedent, în timp ce NASA a anunțat că va participa și ea furnizând două instrumente și participând la dezvoltarea altor două. Dar în martie 2011, agenția spațială americană a arătat că, din motive bugetare, contribuția sa se va limita la furnizarea unui singur instrument și a unui senzor.

### Selectarea misiunii și dezvoltarea
Solar Orbiter este una dintre cele trei misiuni de mărime medie (M-Class) ale programului științific Cosmic Vision al Agenției Spațiale Europene, a cărei finanțare a fost propusă în 2011. În urma acestui proces de selecție care îl opune proiectelor PLATO și Euclid, Solar Orbiter a fost selecționat în octombrie 2011 împreună cu Euclid. Lansarea a fost planificată în 2018. Solar Orbiter trebuie să fie lansat cu o rachetă de tip Atlas V. 

La sfârșitul lui aprilie 2012, Agenția Spațială Europeană i-a încredințat lui Astrium UK dezvoltarea lui Solar Orbiter cu un obiectiv de lansare poziționat în 2017. Valoarea contractului urcă la 300 de milioane de euro. Dezvoltarea celor zece instrumente științifice este, de altfel, luată direct, în sarcină, pe plan financiar, de către țările care contribuie îndeosebi Regatul Unit, Germania, Belgia, Spania, Franța, Italia, Elveția și Statele Unite ale Americii. Participarea NASA, care furnizează lansatorul Atlas V, instrumentul SoloHi și senzorul HIS în schimbul accesului la mulțimea datelor culese de misiune, este evaluată de către agenția spațială americană, la începutul lui 2017, la 379 de milioane de US$.

## Obiective științifice
Mai mulți sateliți științifici dedicați studiului Soarelui, dintre care zece construiți în Europa de la începutul anilor 1990 (Ulysses, SoHO, constelația celor 4 sateliți Cluster) au permis să se efectueze numeroase descoperiri asupra astrului nostru. Dar Soarele prezintă mereu numeroase necunoscute. Cu elementele de care ei dispun, oamenii de știință nu ajung întotdeauna, îndeosebi, să înțeleagă și să anticipeze schimbările care afectează Soarele atunci când acestea au repercusiuni asupra Pământului și activității umane.
Obiectivele științifice ale misiunii Solar Orbiter sunt :
- să determine in-situ proprietățile și dinamica plasmei, câmpurilor și particulelor din heliosfera din apropierea Soarelui;
- să studieze caracteristicile, la scară mică, a atmosferei magnetizate a Soarelui;
- să identifice corelațiile dintre activitatea de la suprafața Soarelui și evoluția coroanei și heliosferei interne. În acest scop, satelitul va efectua treceri în corotație cu Soarele;
- să observe și să caracterizeze regiunile polare și coroana ecuatorială a Soarelui, de la latitudini înalte.

| Caracteristica                              | Solar Orbiter (ESA)         | Parker Solar Probe (NASA) | Solar Probe (NASA) studiu din 2005 |
| ------------------------------------------- | --------------------------- | ------------------------- | ---------------------------------- |
| Data lansării                               | 2020                        | 12 august 2018            | 2014                               |
| Începutul fazei științifice                 | 2022                        | sfârșitul lui 2018        | 2018                               |
| Sfârșitul fazei științifice                 | între 2027 și 2030          | 2025                      | 2023                               |
| Numărul orbitelor cu perigeue < 0,3 UA      | 14                          | 24                        | 2                                  |
| Înclinație orbitală                         | între 15 și 34°             | câteva grade              | 90 de grade                        |
| Distanța minimă de Soare                    | 0,25 UA (55 de raze solare) | 9,86 raze solare          | 3 raze solare                      |
| Echivalent flux termic Terra la perigeu     | 20 de ori (520°C)           | 510 de ori                | 3000 de ori (21 megawați)          |
| Echipapente instrumentale                   | 10 (180 kg)                 | 4 (47 kg)                 | 11 instrumente (45,7 kg)           |
| Masă                                        | 1666 kg                     | 610 kg                    | 856 kg                             |
| Viteză la lansare peste viteza de eliberare | 3,66 km/s                   | 12,4 km/s                 | 11,2 km/s                          |

## Caracteristici tehnice
Solar Orbiter este un satelit stabilizat pe 3 axe cu o masă de vreo 1.666 kg dintre care 180 kg de instrumente științifice. 
Dispune de un scut termic care îi permite să reziste la puternica radiație solară pe care trebuie să o suporte când trece cel mai aproape de Soare (periheliu). Solar Orbiter reia numeroase elemente ale sondei europene BepiColombo în curs de dezvoltare care trebuie să fie plasată pe orbită în jurul planetei Mercur și care, și ea, trebuie să facă față, însă în mai mică măsură, unor temperaturi ridicate legate de proximitatea Soarelui.
În timpul fazei operaționale, satelitul menține în permanență scutul termic în fața Soarelui pentru a proteja corpul satelitului de fluxul termic care este de până la 200 de ori mai mare decât cel pe care este primit la nivelul orbitei terestre (28 kW/m²), când satelitul este cel mai aproape de Soare (0,22 UA, adică 45 de raze solare). Dimensiunile satelitului sunt supuse unor puternice constrângeri întrucât trebuie să fie în întregime plasat în spatele scutului termic a cărui mărime este limitată de masa sa. Pe de altă parte, suprafața acestuia trebuie să aibă o marjă pentru a lua în cont anomalii de funcționare temporare ale sistemului de control de atitudine (scut termic neperpendicular pe direcția Soarelui). În conseqcință, volumul satelitului este redus la 2 m³ ceea ce limitează într-un mod considerabil locul acordat celor 33 de echipamente științifice aflate la bord. Cu panourile solare și antenele repliate, dimensiunile sunt de 2,5 x 3 x 2,5 metri. Singurele echipamente care nu sunt situate în umbra corpului satelitului sunt antena parabolică orientabilă, cu câștig mare, și cele trei antene ale instrumentului de măsură a undelor radio și plasmei. Această anexă și brațul de susținere a senzorilor magnetometrului situați opus scutului sunt desfășurați pe orbită. Platforma satelitului este derivată de la Eurostar 3000 utilizată de constructorul Astrium (acum Airbus DS) pentru realizarea unor numeroși sateliți de telecomunicație geostaționari. Acest lucru limitează riscurile asociate în cazul unor noi dezvoltări, reducând în același timp costurile.